# کاله لاپالاینن
کاله لاپالاینن (انگلیسی: Kalle Lappalainen; ۳۰ سپتامبر ۱۸۷۷ – ۹ مهٔ ۱۹۶۵) تیرانداز اهل فنلاند بود.
وی در مسابقات کشوری و بین‌المللی در مجموع برندهٔ ۱ مدال نقره، ۱ مدال برنز شده‌است.